# Androctonus dekeyseri
Espèce
Androctonus dekeyseri est une espèce de scorpions de la famille des Buthidae.

## Distribution
Cette espèce se rencontre au Sénégal et en Mauritanie.

## Description
Le mâle holotype mesure 76,6 mm et la femelle paratype 86,1 mm.

## Étymologie
Cette espèce est nommée en l'honneur de Pierre Louis Dekeyser.

## Publication originale
- Lourenço, 2005 : « Nouvelles considérations taxonomiques sur les espèces du genre Androctonus Ehrenberg, 1828 et description de deux nouvelles espèces (Scorpiones, Buthidae). » Revue Suisse de Zoologie, vol. 112, no 1, p. 145-171 (texte intégral).